# Arnolfo di Champagne
Arnolfo di Champagne (690 circa – dopo il 723) è stato un nobile francese degli Arnolfingi, citato tra il 704 ed il 723.

## Origine
Era il figlio primogenito del maggiordomo di palazzo di Burgundia e duca di Champagne, Drogone e di Adaltrude, figlia del maggiordomo di Neustria, Bertario e di Anstrude (figlia di un altro maggiordomo di Neustria, Warattone e di Ansflida). Arnolfo, da parte di padre, era nipote del Maggiordomo di palazzo di Austrasia ed in seguito maggiordomo di palazzo di tutti i regni dei Franchi, Pipino di Herstal e di Plectrude, (ca. 650-† 717), figlia del conte palatino, Ugoberto (?-† 698) e di Sant'Erminia (650-† 710), fondatrice e prima badessa del monastero di Oehren, nei pressi di Treviri.

## Biografia
Crebbe con i suoi fratelli con la prozia materna Anseflede. Un falso documento del 704 lo cita come “duca dei Burgundi", che Auguste Digot identifica con il duca di Borgogna citato, purtroppo senza nominarlo, dall'autore della Vita Boniti e che San Bonito incitò a sottomettersi. A causa dell'età ancora giovane d'Arnolfo questa'identificazione resta improbabile, ed il duca dei Burgundi di quel periodo era suo padre Drogone, maggiordomo di palazzo di Burgundia. Nel 714 suo nonno Pipino di Herstal l'escluse dalla successione come Maggiordomo di palazzo e scelse come successore un altro nipote, suo cugino Teodebaldo. Arnolfo ereditò tuttavia diversi domini ed effettuò due donazioni a favore del monastero d'Echternach, la prima nel 715 d'una proprietà a Bollendorf, e la seconda nel 721 d'un vigneto a Klotten.
Ma suo zio Carlo Martello, figlio di Pipino d'Herstal e della sua seconda moglie, in condizione di bigamia (che alcuni cronisti considerano una concubina), Alpaide, che alla morte del padre era stato imprigionato dalla matrigna, Plectrude, approfittando d'una rivolta della Neustria contro l'Austrasia, scappò di prigione, tra il 715 ed il 716, si fece eleggere maggiordomo dalla nobiltà austrasiana e, dopo aver sconfitto i neustriani, nel 717, prese il potere, estromettendo Plectrude e Teodebaldo. Nel 723, secondo gli Annales Petaviani, che non fanno il nome dei due figli di Drogone, Arnolfo cospirò con uno dei suoi fratelli (o Goffredo o Pipino) e si ribellarono all'autorità di Carlo Martello, che però li sconfisse e durante la rivolta uno dei due fratelli, probabilmente Pipino, morì: questa sommossa fu d'altronde di debole ampiezza, poiché Pierre Riché neppure i accenna,. Carlo Martello imprigionò allora Arnolfo che morì in prigione.

### Fonti primarie
- (LA)  Fredegario, FREDEGARII SCHOLASTICI CHRONICUM CUM SUIS CONTINUATORIBUS, SIVE APPENDIX AD SANCTI GREGORII EPISCOPI TURONENSIS HISTORIAM FRANCORUM.
- (LA)  Annales Marbacenses.
- (LA)  Monumenta Germaniae historica: Annales Petaviani.
- (LA)  Rerum Gallicarum et Francicarum Scriptores, tomus tertius.